# منطقه ویژه پارس جنوبی ۱
منطقه ویژه پارس جنوبی ۱، منطقه‌ای مسکونی در دهستان عسلویه بخش مرکزی شهرستان عسلویه در استان بوشهر ایران است.

## جمعیت
بر پایه سرشماری عمومی نفوس و مسکن در سال ۱۳۹۵، جمعیت این منطقه مسکونی برابر با ۱٬۷۸۹ نفر (۵ خانوار) بوده‌است.